# Saint-Ange-et-Torçay
Saint-Ange-et-Torçay est une commune française située dans le département d'Eure-et-Loir en région Centre-Val de Loire.

## Géographie

### Situation
La commune de Saint-Ange-et-Torçay est située au sud-ouest de Dreux, en Eure-et-Loir, dans la région naturelle du Thymerais, qui constitue autour de Châteauneuf, Maillebois, Brezolles, une zone de transition ouverte aux influences du Pays Chartrain, de la Normandie, du Perche, de la Beauce et, de plus en plus, de la région parisienne, désormais à moins d’une heure par la RN 12 ou le train.
Elle est constituée de deux villages : le plus important est Torçay où se situe la mairie, le second, Saint-Ange, accueille l’église. Au-delà de ceux-ci, la commune regroupe les hameaux de Groslu, du Coudray, d’Épineux, du Tartre, de Champagne ainsi que les lieux-dits du Mesnil, de Palisay, de Mongneau et de Sainte-Marie.

Situation géographique
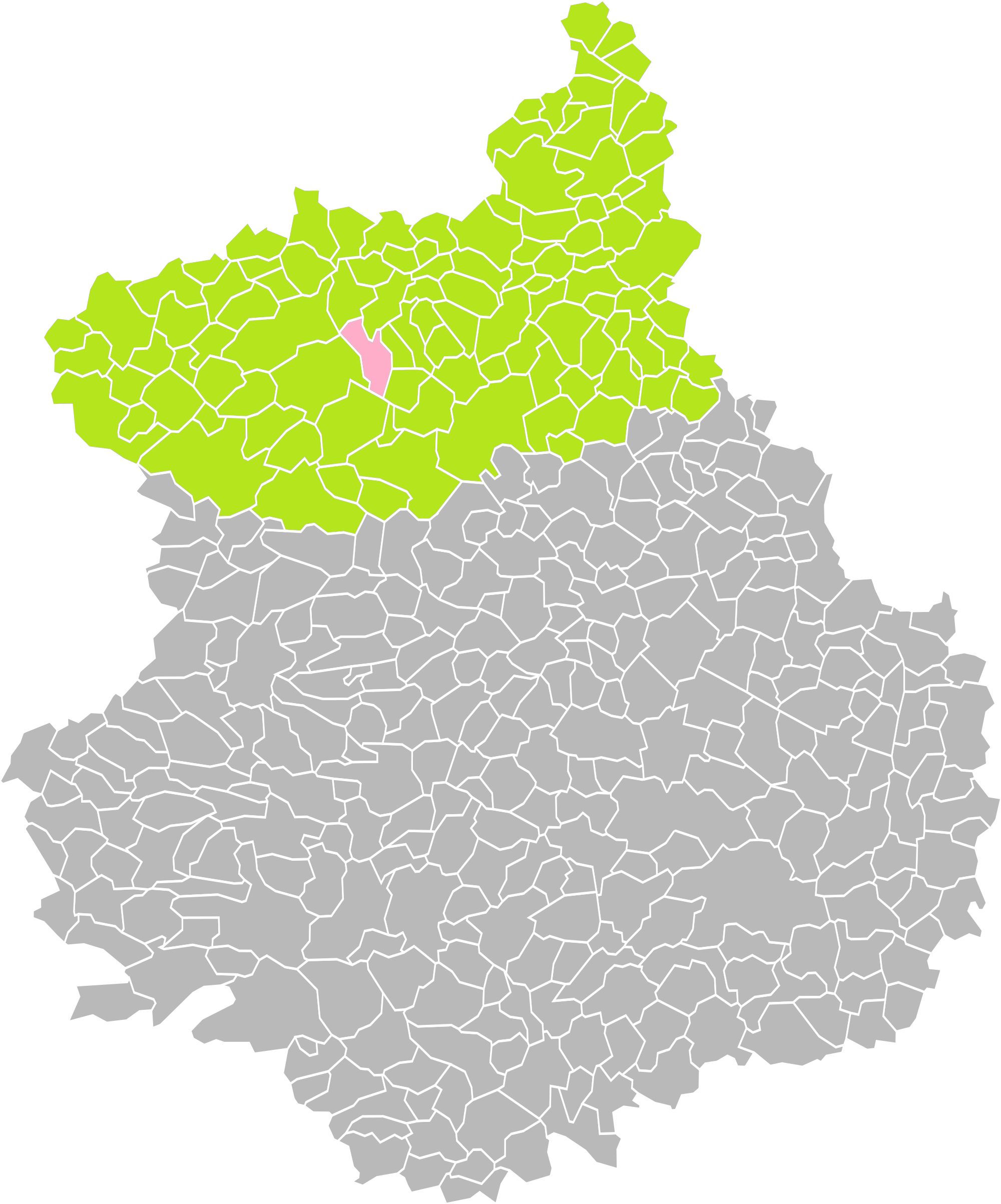
Saint-Ange-et-Torçay dans son arrondissement.
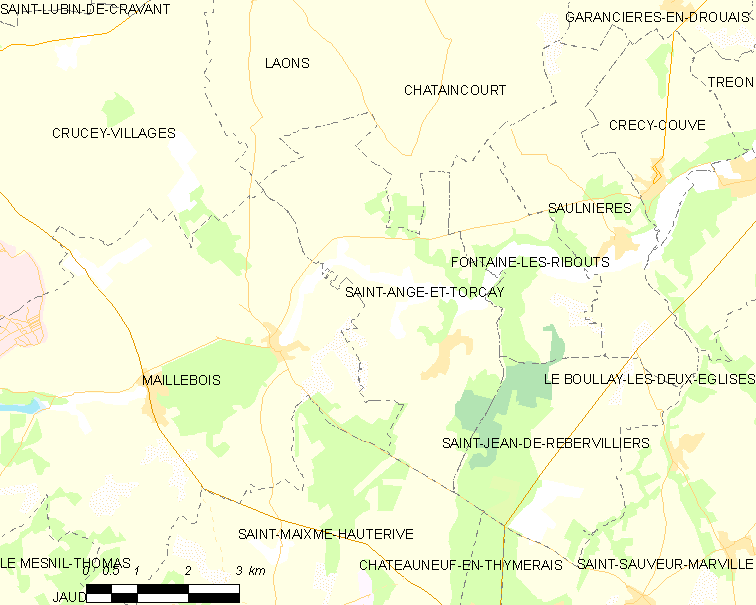
Carte de la commune de Saint-Ange-et-Torçay.

### Communes limitrophes
| Laons      | Châtaincourt           | Fontaine-les-Ribouts        |
| Maillebois | Saint-Ange-et-Torçay   |                             |
|            | Saint-Maixme-Hauterive | Saint-Jean-de-Rebervilliers |

### Hydrographie

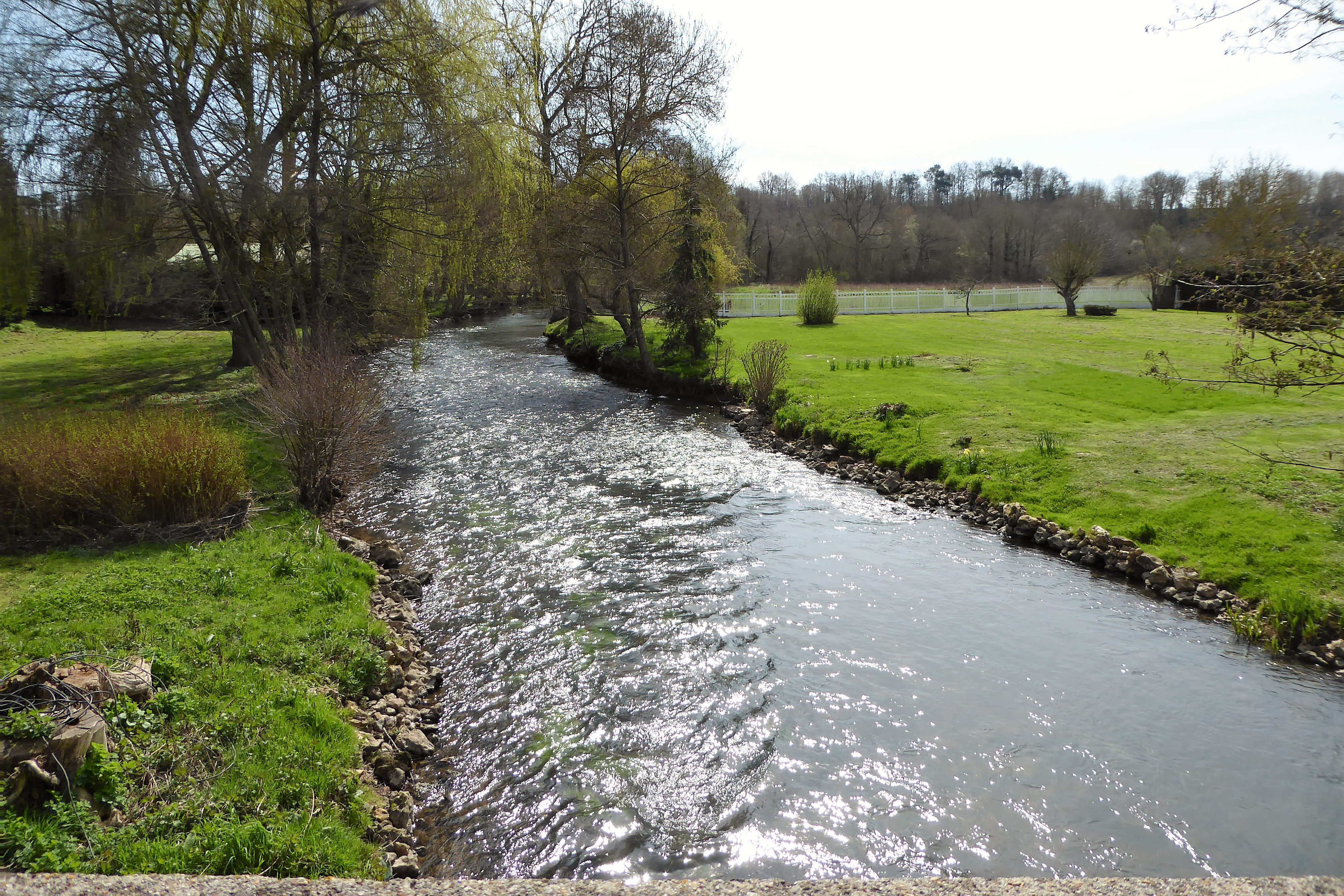
La Blaise, vue aval du pont de Saint-Ange.

La commune est traversée d'ouest en est par la rivière la Blaise, affluent en rive gauche de l'Eure, sous-affluent du fleuve la Seine.

### Climat
Pour des articles plus généraux, voir Climat du Centre-Val de Loire et Climat d'Eure-et-Loir.
En 2010, le climat de la commune est de type climat océanique dégradé des plaines du Centre et du Nord, selon une étude du CNRS s'appuyant sur une série de données couvrant la période 1971-2000. En 2020, Météo-France publie une typologie des climats de la France métropolitaine dans laquelle la commune est dans une zone de transition entre le climat océanique et le climat océanique altéré et est dans la région climatique  Sud-ouest du bassin Parisien, caractérisée par une faible pluviométrie, notamment au printemps (120 à 150 mm) et un hiver froid (3,5 °C). 
Pour la période 1971-2000, la température annuelle moyenne est de 10,5 °C, avec une amplitude thermique annuelle de 14,4 °C. Le cumul annuel moyen de précipitations est de 633 mm, avec 10,5 jours de précipitations en janvier et 7,9 jours en juillet. Pour la période 1991-2020, la température moyenne annuelle observée sur la station météorologique de Météo-France la plus proche, sur la commune de Laons à 8 km à vol d'oiseau, est de 11,1 °C et le cumul annuel moyen de précipitations est de 561,4 mm,. Pour l'avenir, les paramètres climatiques de la commune estimés pour 2050 selon différents scénarios d'émission de gaz à effet de serre sont consultables sur un site dédié publié par Météo-France en novembre 2022.

## Urbanisme

### Typologie
Au 1er janvier 2024, Saint-Ange-et-Torçay est catégorisée commune rurale à habitat dispersé, selon la nouvelle grille communale de densité à 7 niveaux définie par l'Insee en 2022.
Elle est située hors unité urbaine et hors attraction des villes,.

### Occupation des sols
L'occupation des sols de la commune, telle qu'elle ressort de la base de données européenne d’occupation biophysique des sols Corine Land Cover (CLC), est marquée par l'importance des territoires agricoles (85 % en 2018), une proportion sensiblement équivalente à celle de 1990 (85,2 %). La répartition détaillée en 2018 est la suivante : 
terres arables (77 %), forêts (12,7 %), prairies (7,2 %), zones urbanisées (2,3 %), zones agricoles hétérogènes (0,8 %). L'évolution de l’occupation des sols de la commune et de ses infrastructures peut être observée sur les différentes représentations cartographiques du territoire : la carte de Cassini (XVIIIe siècle), la carte d'état-major (1820-1866) et les cartes ou photos aériennes de l'IGN pour la période actuelle (1950 à aujourd'hui).

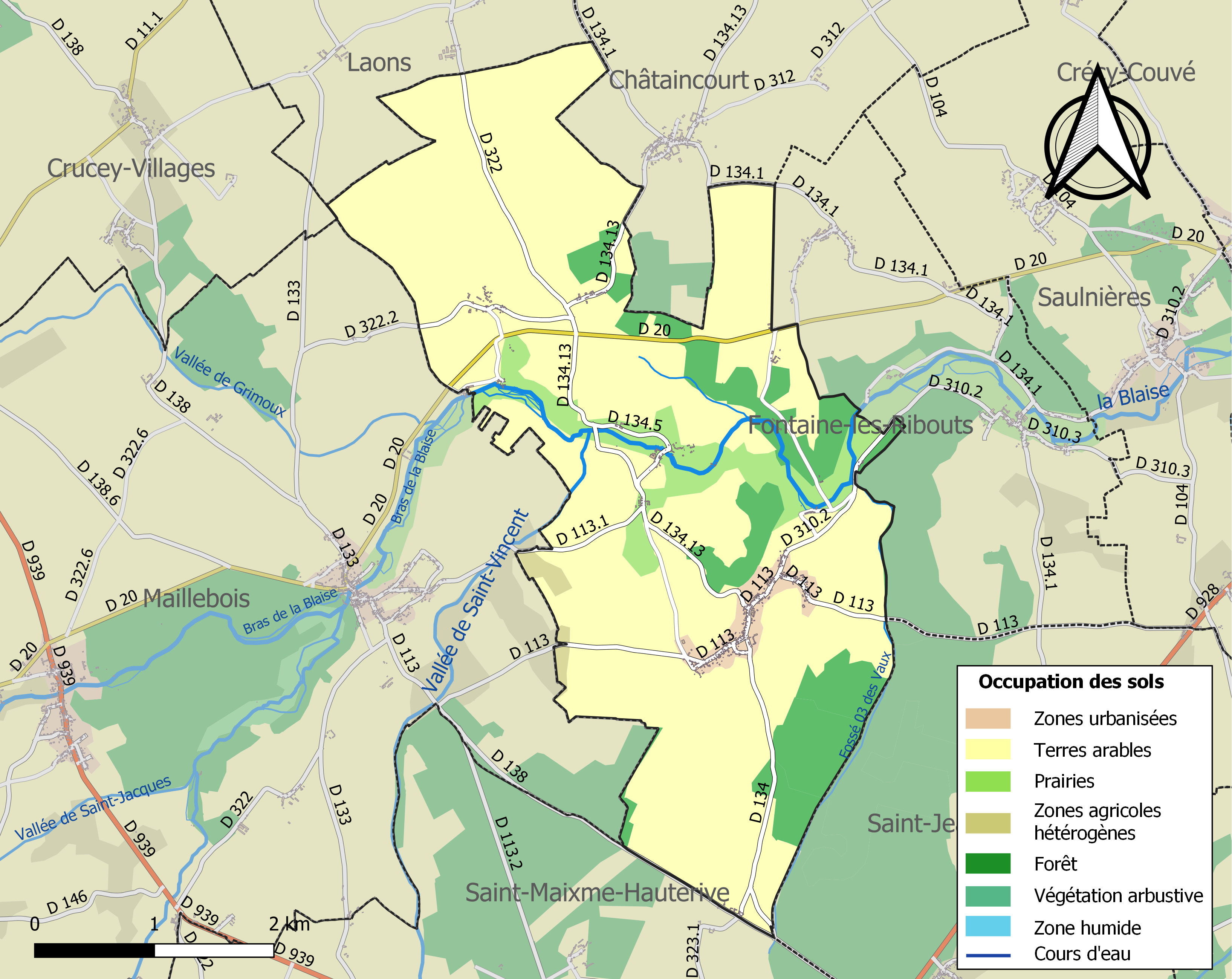
Carte des infrastructures et de l'occupation des sols de la commune en 2018 (CLC).

### Risques majeurs
Le territoire de la commune de Saint-Ange-et-Torçay est vulnérable à différents aléas naturels : météorologiques (tempête, orage, neige, grand froid, canicule ou sécheresse), inondationset séisme (sismicité très faible). Il est également exposé à un risque technologique, le transport de matières dangereuses. Un site publié par le BRGM permet d'évaluer simplement et rapidement les risques d'un bien localisé soit par son adresse soit par le numéro de sa parcelle.

#### Risques naturels
Certaines parties du territoire communal sont susceptibles d’être affectées par le risque d’inondation par débordement de cours d'eau et par ruissellement et coulée de boue, notamment la Blaise et la Vallée de Saint-Vincent. La commune a été reconnue en état de catastrophe naturelle au titre des dommages causés par les inondations et coulées de boue survenues en 1999 et 2018,.

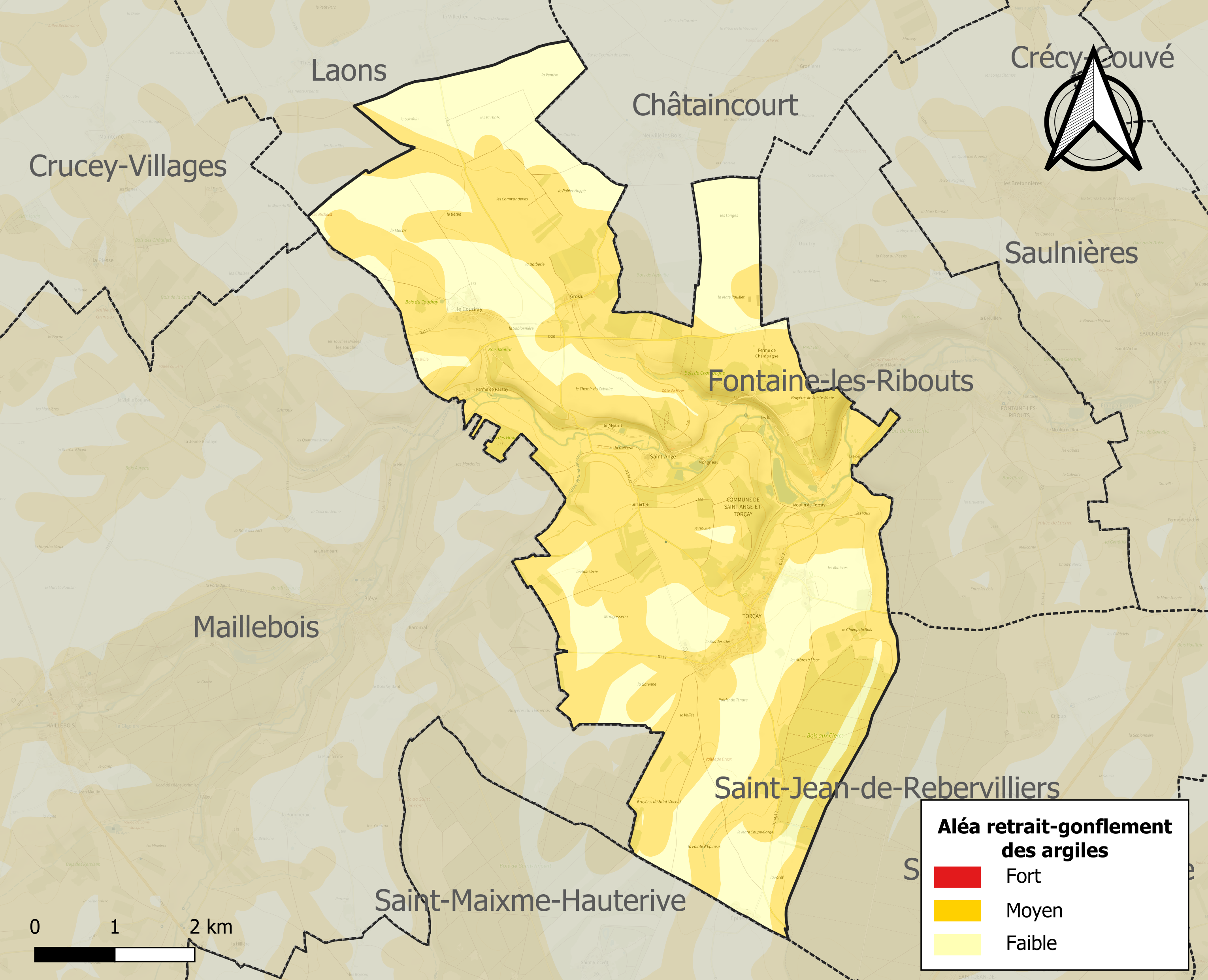
Carte des zones d'aléa retrait-gonflement des sols argileux de Saint-Ange-et-Torçay.

Le retrait-gonflement des sols argileux est susceptible d'engendrer des dommages importants aux bâtiments en cas d’alternance de périodes de sécheresse et de pluie. 68,4 % de la superficie communale est en aléa moyen ou fort (52,8 % au niveau départemental et 48,5 % au niveau national). Sur les 165 bâtiments dénombrés sur la commune en 2019, 137 sont en aléa moyen ou fort, soit 83 %, à comparer aux 70 % au niveau départemental et 54 % au niveau national. Une cartographie de l'exposition du territoire national au retrait gonflement des sols argileux est disponible sur le site du BRGM,.
Concernant les mouvements de terrains, la commune a été reconnue en état de catastrophe naturelle au titre des dommages causés par des mouvements de terrain en 1999.

#### Risques technologiques
Le risque de transport de matières dangereuses sur la commune est lié à sa traversée par des infrastructures routières ou ferroviaires importantes ou la présence d'une canalisation de transport d'hydrocarbures. Un accident se produisant sur de telles infrastructures est en effet susceptible d’avoir des effets graves au bâti ou aux personnes jusqu’à 350 m, selon la nature du matériau transporté. Des dispositions d’urbanisme peuvent être préconisées en conséquence.

## Toponymie
Saint-Ange, Sanctus Angelus, en l'honneur de saint Michel archange, et Torçay, bas latin Turciacus, gentilice Turcius et suffixe acus, le domaine de Turcius. Les deux paroisses de Saint-Ange et de Torçay fusionnèrent au XVIe siècle, mais les 2 collectes d’imposition ou paroisses fiscales subsistèrent : Saint-Ange dépendante de Verneuil, et Torçay dépendante de Dreux, réunies en janvier 1790 pour former la commune de Saint-Ange-et-Torçay.
Le nom de Torçay évolua ainsi : Torciacum en 1118, Torceium en 1202, puis Torcellum en 1300, Torcé ou Torcey à partir du XVe siècle.
Saint-Ange doit son nom à saint Michel archange, ou l’ange (il en était le principal dans la hiérarchie angélique) et donc à un prieuré aujourd’hui détruit. Sa chapelle, située sur le coteau de la Blaise est devenue, après la destruction de l’église de Torçay, le chef-lieu de la paroisse de la commune.
De très anciens titres de propriété et quelques chartes aujourd’hui conservées dans les archives départementales d'Eure-et-Loir, donnent à Torçay le titre de « ville ». Ce fut probablement une ville forte, en grande partie détruite lors de la guerre de Cent Ans. Les ruines nombreuses et très étendues, tant du côté de la vallée qu’à l’arrière de la ferme dite « du Chapitre », indiquent son ancienne importance, à laquelle paraît avoir beaucoup contribué le voisinage de la résidence des seigneurs du Thymerais.
L’Université Chartraine du Temps Libre donne les précisions suivantes sur l’origine des noms des divers hameaux :
- Le Tartre : son nom est consécutif à sa situation sur une élévation du terrain qui domine la Blaise.
- Le Coudray : il s’agit d’un site à coudriers ou noisetiers. E. Lefèvre indique qu’il y avait encore un château en 1766, dit du Coudray en 1552, déjà Coudreium en 1297.
- Épineux : ce sont les épines et broussailles qui ont donné le nom au lieu.
- Groslu : cité au début du IXe siècle sous le vocable de Nigri Lucus (bois noir), puis Groslu vers 1080, Grossus Lucus (Gros bois : Lucus ou Lu, bois sacré gaulois) qui lui donne probablement un rôle druidique ; au XIIIe siècle Grossus Lupus (peut être Loup ou Lépre), Enfin Grouslu en 1552. On trouve aussi un Grosleu sur un document du XVe siècle conservé aux Archives Départementales.
- Le Mesnil : encore seigneurie en 1552, le Mesnil a comme sens habituel celui d’habitation champêtre, de manoir, en vieux français.
- Palisay : Palisiacus en 1024, Palissay en 1297, puis Pallesy et Pallisey en 1456. On peut en déduire un lieu protégé par des pieux ou pals, formant un palis pour protéger une zone ferme d’un marécage. Le terme actuel de plessis aurait la même origine.
- Champagne : ferme dont le nom pourrait signifier lieu de campagne, de campania, plaine en latin, par opposition aux sites boisés voisins.

## Histoire

### Ancien Régime
On peut encore trouver sur le territoire de Saint-Ange-et-Torçay quelques ruines éparses, modestes restes de plusieurs châteaux qui attestent d’un passé riche et mouvementé, dans le village de Torçay, dans le bois de Groslu, dans les bois de Caupré… La rumeur fait état de nombreux souterrains dans le sous-sol de la commune. D’ailleurs, ce bois de Caupré, rappelle le nom d’un ancien château fort, qui aurait été construit à partir des ruines du château primitif de Torcé, en éminence au-dessus de la vallée de la Blaise. L’origine du nom peut venir de Copeure, couper des arbres pour la construction ou de Copel, cime, monticule, déformé en Coprel.
C’est probablement au XVIe siècle, pendant les guerres de religion que ces différents édifices ainsi que l’église paroissiale qui était située dans la plaine à l’ouest, entre Torcé et le Tartre, ont été détruits.
La région a été particulièrement ravagée sous les règnes de Charles IX et Henri III de France.
Les archives, quant à elles, sont pauvres en ce qui concerne la commune sous l’Ancien Régime. Il est cependant avéré qu’il y avait un bailliage à Saint-Ange. Le bailliage abritait le tribunal civil où était rendue la justice. De nombreux jugements ont été rendus à Saint-Ange ainsi qu’en attestent les archives départementales. Ils concernent la vie quotidienne : père attaquant l’homme qui a détourné sa fille mineure, problème de mitoyenneté, de dettes…
Les recherches effectuées ont permis aussi de retrouver trace de la famille Philemain (ou Philmain) dont les fils semblent avoir assuré la fonction de « maire ». Ce mot existait avant la Révolution française. En effet, selon le dictionnaire de l’Académie de 1778, le maire était le « premier officier d’une maison de ville qui avait la disposition de toutes les affaires d’État sous le nom du roi ». Du XVIe siècle (1568) au XVIIIe siècle (1738), les Philemain semblent être les sieurs de Copprèe (orthographe de l’époque).

### Révolution française et Empire
Comme dans la plupart des communes, le fait marquant est celui de la vente des biens nationaux. Les possessions du clergé et des nobles ont été réquisitionnées, elles sont vendues à partir de l’an II. On trouve trace de la vente des moulins, de terres, de fermages, de bois, de maisons… Un nouveau pouvoir, aux mains des industriels, fondé sur l’énergie hydraulique, apparaît.

### Époque contemporaine

#### XIXesiècle
Les informations sont plus riches à partir de la Troisième République. On connaît mieux les préoccupations de la municipalité. Elles concernent les grands sujets d’actualité du moment : l’installation de la mairie et de l’école, la création d’une mare municipale, l’acquisition d’une pompe à incendie… Intéressons nous à l’école et à la mairie.
En 1838, M. David, maire, signe l’acte d’acquisition d’une maison au centre du village pour y installer une école et une mairie. En 1895, le maire, M. Delay, fait construire une école mixte qui coûte 280 874,93 francs ! Une cantine scolaire complète le dispositif en 1924. Onze ans après, l’école est dotée d'un préau.
Le 17 novembre 1870, durant la guerre franco-allemande a lieu, le combat de Torçay. Le IIe bataillon du 36e régiment de marche parvient, grâce au brouillard, à freiner pendant 3 h l'avancée des forces du grand-duc de Mecklembourg, en supériorité numérique, dont la pointe est le 94e régiment d'infanterie de la 22e division d'infanterie.

#### XXesiècle
L’électricité arrive à Torçay en 1930, le logement de l’instituteur en est équipé en priorité.
En 2003, la commune entre dans la Communauté de communes du Thymerais. En 2014, elle intègre la Communauté d'agglomération du Pays de Dreux.

## Politique et administration

### Liste des maires
| Période                                  | Période  | Identité        | Étiquette | Qualité  |
| ---------------------------------------- | -------- | --------------- | --------- | -------- |
| Les données manquantes sont à compléter. |          |                 |           |          |
| 2020                                     | En cours | Dominique LUBOW | SE        | Retraité |

## Population et société

### Démographie
La population d’un peu plus de 300 habitants en 2007 est en progression régulière : 203 habitants en 1962, 210 en 1975, 224 en 1982, 243 en 1990, 277 en 1999. Durant les quinze dernières années, la part des résidences principales a largement progressé : de 65 % en 1990, elle représente maintenant plus de 80 %. La commune a une superficie de 1 661 hectares. La surface agricole en représente près des trois quarts.
L'évolution du nombre d'habitants est connue à travers les recensements de la population effectués dans la commune depuis 1793. Pour les communes de moins de 10 000 habitants, une enquête de recensement portant sur toute la population est réalisée tous les cinq ans, les populations de référence des années intermédiaires étant quant à elles estimées par interpolation ou extrapolation. Pour la commune, le premier recensement exhaustif entrant dans le cadre du nouveau dispositif a été réalisé en 2007.

En 2022, la commune comptait 284 habitants, en évolution de −0,7 % par rapport à 2016 (Eure-et-Loir : −0,23 %, France hors Mayotte : +2,11 %).
| 1793 | 1800 | 1806 | 1821 | 1831 | 1836 | 1841 | 1846 | 1851 |
| ---- | ---- | ---- | ---- | ---- | ---- | ---- | ---- | ---- |
| 461  | 486  | 460  | 418  | 422  | 463  | 470  | 444  | 420  |

| 1856 | 1861 | 1866 | 1872 | 1876 | 1881 | 1886 | 1891 | 1896 |
| ---- | ---- | ---- | ---- | ---- | ---- | ---- | ---- | ---- |
| 401  | 405  | 408  | 409  | 393  | 374  | 367  | 370  | 326  |

| 1901 | 1906 | 1911 | 1921 | 1926 | 1931 | 1936 | 1946 | 1954 |
| ---- | ---- | ---- | ---- | ---- | ---- | ---- | ---- | ---- |
| 316  | 302  | 298  | 280  | 286  | 298  | 322  | 333  | 246  |

| 1962 | 1968 | 1975 | 1982 | 1990 | 1999 | 2006 | 2007 | 2012 |
| ---- | ---- | ---- | ---- | ---- | ---- | ---- | ---- | ---- |
| 203  | 219  | 210  | 224  | 243  | 277  | 277  | 277  | 285  |

| 2017 | 2022 | - | - | - | - | - | - | - |
| ---- | ---- | - | - | - | - | - | - | - |
| 287  | 284  | - | - | - | - | - | - | - |

## Culture locale et patrimoine

### Lieux et monuments

#### Le patrimoine religieux
Saint-Ange-et-Torçay possède deux édifices religieux datant des XVIe et XVIIe siècles : l’église Saint-Michel et la chapelle Sainte-Madeleine.

##### L’église Saint-Michel
Située sur le coteau nord de la Blaise, à Saint-Ange, c’est le monument le plus ancien et le plus intéressant de la commune.

##### La chapelle Sainte-Madeleine
L’autre édifice religieux de la commune, beaucoup plus modeste mais cependant intéressant, est la chapelle Sainte-Madeleine de Groslu.
Groslu était un prieuré dépendant de l’abbaye Saint-Père de Chartres dont les droits et possessions étaient très étendus dès le XIIIe siècle. Les terres, bois et prés du prieuré s’étendaient jusqu’à Palisay, Maubert, Brezolles et Boutry (Bouteri). Il possédait aussi des droits de chasse, de pêche, le droit de moudre au moulin de Palisay, un logis « prioral » ainsi qu’une maison au Coudray, et ses appartenances près de la léproserie de Saint-Lazare de Châteauneuf.
On possède sur ce prieuré des informations, dès 1202. Il s’agit d’un acte de don par l’abbaye de Saint Vincent d’un bras d’eau dit des Forestiers au prieuré de Groslu. En 1236, on a la trace d’un accord  entre le prieur de Groslu et le curé de Saint-Ange pour la chapelle de Groslu, « super capella de Grosso Luco ». Le prieur pourra célébrer la messe dans ladite chapelle, mais tous les dons appartiendront au curé de Saint-Ange. Le document porte le sceau de l’official du chapitre de Chartres.
La chapelle Sainte-Madeleine, rectangulaire, est petite : 4,70 m sur 10,60 m. Elle date sans doute du XVIe ou du XVIIe siècle d’après le vantail de la porte et ne peut être assimilée à la chapelle primitive du prieuré dont on ignore l’emplacement. La voûte est plâtrée et elle n’est éclairée que par une seule fenêtre, petite, au chevet. Une autre fenêtre se trouve au-dessus de l’entrée.
Un campanile, de petite taille, en briques, surmonte la porte d’entrée et renferme une cloche ; au-dessus, une croix en fonte. Le toit est couvert de tuiles de pays et les murs sont enduits.
La chapelle contient un autel en menuiserie simple et droit datant du XVIIe siècle ou XVIIIe siècle. Un Christ en bois, très rustique, avec de jolis restes de polychromie, domine la voûte et est éclairé par un vitrail malheureusement très endommagé. Voilà ce qui reste des pillages successifs de la chapelle ! On a pu sauver quelques objets déposés à l’église de Saint-Ange.
Si aujourd’hui la chapelle est surtout connue des chasseurs qui viennent garer leur voiture aux abords en hiver, on y célébrait, une fois par an, un pèlerinage, jusqu’à une date assez récente. Il se déroulait le 22 juillet, jour de la fête de la Sainte. Les fidèles sollicitaient sa protection contre les orages. C’était l’époque des moissons et la pluie n’était pas la bienvenue ! Ils empruntaient la rue qui a pris le nom de route des pèlerins pour se rendre à la chapelle.
Qu’il s’agisse de l’église Saint-Michel ou de la chapelle de Groslu, ce riche patrimoine qui date d’une période où la population était fortement engagée dans la pratique religieuse, mérite d’être préservé et entretenu. Au même titre que les moulins ou que le monument aux morts du combat de Torçay, il appartient à notre histoire communale. Il témoigne du quotidien des générations successives qui nous ont précédées et auxquelles nous devons de rendre hommage. C’est également un moyen de préserver des métiers artisanaux qui disparaîtraient sans ces champs d’action. Et puis l’esthétique de la voûte en châtaignier de l’église de Saint-Ange ou le charme rustique de la chapelle de Groslu peuvent toucher chacun de nous !

#### Les moulins
Durant des siècles, l’eau des rivières a été une des sources importantes d’énergie. Le moulin désignait un dispositif qui utilisait cette énergie.
Certains (et c’est à ceux-là que l‘on pense immédiatement) produisaient de la farine mais ce n’était pas, loin de là, l’affectation exclusive des « moulins ».
Dans toute la région du Drouais, et en particulier dans les vallées de l’Eure, de l’Avre et de la Blaise, les moulins sont apparus dès le Moyen Âge mais surtout à partir du XVIIIe siècle.
Les moulins des trois vallées étaient, selon les emplacements, des forges, des moulins à tan, des moulins à foulon, des moulins à papier ou, évidemment, des moulins à céréales. Les dispositifs utilisaient tous l’énergie hydraulique, mais, selon les cas, actionnaient des soufflets, des battoirs ou des meules. Plus tard, ils feront tourner des turbines.

##### Les forges
Dès le Moyen Âge, la proximité des forêts qui fournissaient le bois, la présence dans le sous sol de marne et de minerai de fer, en particulier dans la région de  Senonches, a incité à la création de fours à chaux et de fonderies. Jusqu’au début du XIXe siècle, la Normandie, grâce à la présence associée de tous ces éléments, a été la première région sidérurgique de France.
Dès 1466 on mentionne « la maison de la forge du bois » à Dampierre. Mais c’est en 1670 qu’y est créé le grand établissement dont nous conservons encore des traces. C’’est alors la deuxième plus importante forge du royaume. On retrouve, pour la première fois réunies, les différentes activités sidérurgiques : fonderie, affinerie, fenderie et fabrication de divers matériels. Toutes les activités sont installées au pied de la digue de retenue de l’étang et utilisent l’énergie hydraulique. Leur construction répond au souhait de Colbert, alors ministre de la marine de Louis XIV, de pouvoir couler de grosses pièces et, en particulier des canons pour la flotte royale. La production s’élève à une tonne par jour.
En 1770, les forges de Dampierre-sur-Blévy sont rachetées par Louis XV qui les offre à son petit-fils, futur Louis XVIII. Vingt ans plus tard, après la Révolution française elles sont vendues en tant que bien national. Le maître de forges Goupil et son associé, Canuel, en prennent possession. Ils exploiteront les deux sites de Dampierre et Broussard. Dix ans plus tard, les hauts-fourneaux s’éteignent et les aléas économiques conduisent à l’arrêt complet des forges en 1865.

##### Les moulins à foulon
Déjà en l’an IX (1801), le conseiller d’état Lacué, en mission dans le département signalait que « ceux qui habitent la fertile contrée de la Beauce, sont très laborieux, francs et hospitaliers. Ils ne s’occupent que de travaux de l’agriculture, quelques-uns font commerce des laines et de la bonneterie. Ceux qui avoisinent l’ancienne province de Normandie sont actifs et industrieux, et s’adonnent plus volontiers aux arts mécaniques et au négoce. Beaucoup s’occupent de la fabrication des étoffes ».
Depuis de nombreuses années la ville de Dreux était réputée pour sa manufacture de draps et serges qui avait vu le jour à l’époque de Louis XIV. Le roi l’avait fortement encouragée et sa production était très importante. La présence de moutons en Beauce toute proche avait favorisé la fabrication d’étoffes de laine. Des teintureries et des moulins à foulon se sont donc implantés sur les rivières autour de Dreux et, tout naturellement, la Blaise a été concernée par ces implantations.
L’existence d’une manufacture imposait des règles strictes : comme les ouvriers tisserands travaillaient à domicile, toute pièce de drap qu’ils fabriquaient devait posséder une marque qui était apposée au moyen d’un sceau. Celui-ci était conservé à l’Hôtel de Ville, il portait les armes du roi et les armoiries de la ville de Dreux.
Chaque pièce était marquée du nom et de l’initiale du drapier pour lequel travaillait l’ouvrier ; ces inscriptions étaient tissées (et non brodées) avant que la pièce ne soit portée au foulon.
D’après un document de 1710, la manufacture de Dreux employait environ 3 000 personnes tant à préparer la laine qu’à fabriquer les étoffes. On comptait près de 600 tisserands. À la fin de la période révolutionnaire, ils ne sont plus que 220, 35 autres fabriquent des couvertures de laine.
C’est alors qu’apparaissent les filatures de coton. Elles sont équipées de machines perfectionnées d’importation anglaise, mues par l’énergie hydraulique. L’arrivée de ces machines entraîne la réorganisation de la production : les ouvriers se regroupent, un système plus productif mais sans doute moins humain se met en place. La Manufacture de Dreux ferme.

##### Les moulins de l’industrie du papier et du cuir
C’est principalement au XVIe siècle que l’industrie du papier semble avoir connu une certaine importance. Les moulins assuraient alors la préparation de pâte à papier par broyage et écrasement de chiffons. Cette pâte permettait la fabrication des feuilles de papier par étalement puis séchage.
Beaucoup plus importante, l’industrie du cuir était à l’origine de la création de nombreux moulins à tan (écorce de chêne pulvérisée utilisée pour la préparation des cuirs) dans la région.
Cette industrie avait eu son heure de gloire au XVIIIe siècle. Il est signalé, en 1780, que le lieutenant de police de la ville de Dreux a été amené à prendre des mesures pour limiter les désagréments créés par cette industrie auprès de ses voisins. En effet, l’odeur dégagée par ces tanneries était si désagréable que les tanneurs se voyaient interdire de vider leurs cuves avant 10 h du soir et ils devaient retirer les peaux mises à tremper dans la rivière avant 4 h du matin.
On connaît avec certitude l’activité de certains « moulins » sur plusieurs communes : Il y eut à Blévy une filature de laine, qui fut plus tard transformée en fabrique de lacets. À Saulnières une fonderie de fonte de fer était encore active dans le dernier quart du XXe siècle. À Crécy-Couvé, il existait une filature de coton qui fut transformée en filature de bourres de soie puis en fabrique de machines à coudre. À Vernouillet, deux fonderies de fonte de fer ont été actives : une a été achetée par la ville de Dreux qui en a fait la machinerie de son service des eaux.
Toujours sur la commune de Blévy, la minoterie du Moulin Brulé fonctionnait encore il y a peu : la plupart des habitants de Saint-Ange et Torçay s’en souviennent.
Sur tout le cours de la Blaise, de nombreux moulins ont fait de la farine de céréales pour la consommation de la ferme à laquelle ils étaient rattachés. Cette production pouvait être uniquement locale, en particulier pour nourrir les animaux, mais elle était parfois commercialisée. Durant les deux guerres du XXe siècle, il semble que certains moulins qui avaient cessé de produire aient plus ou moins repris leur activité clandestinement : les meules travaillaient nuitamment !

##### Le moulin de Palisay
Il apparait dans l’inventaire des biens du prieuré de Groslu en 1267. On le retrouve après la Révolution lors de la vente des biens nationaux comme possession des Bénédictins anglais. C’est Georges Delisle qui est meunier. Le moulin  est réquisitionné et vendu le 14 messidor de l’an IV (1796)  au citoyen François Marie Simon Paris Mainvilliers. En 1847, c’est M. Deparis qui en est propriétaire. Entre le XIIIe et le XVIIIe siècle, on ne sait rien de son activité : moulin à blé ? à papier ? à tan ? à foulon ? Place à l’imagination !
Le dispositif du moulin de Palisay a été parfaitement entretenu et les propriétaires actuels utilisent l’électricité que produit leur turbine.
En aval du moulin, au lieu-dit Les Plaquères, des restes imposants de vannages nous interrogent : y avait-il autrefois un moulin ? Aucune trace sur l’Atlas de la Blaise de 1824, aucun écrit retrouvé. Il y a une réponse : la Vallée de la Blaise a toujours fourni du fourrage de qualité et la relative proximité de la capitale l’avait fait choisir pour approvisionner la cavalerie napoléonienne. Il fallait donc produire au maximum. La mise en place de vannages permettait d’irriguer les prés et donc d’avoir plusieurs fenaisons successives. Certains de ces vannages d’irrigation fonctionnent encore. Des habitants de la commune se souviennent d’avoir vu détruire le vannage des Plaquères ; souhaitons que ceux qui demeurent soient entretenus et subsistent comme témoins de ce riche passé.

##### Le moulin de Saint-Ange
Le premier acte retrouvé date de l’époque post révolutionnaire où le moulin « faisant de blé » et qui appartenait au prieuré de Saint-Ange est vendu, en 1792, à Jean-Baptiste Fillon. En 1847, il est entre les mains de M. Hautennier.
Les informations sont plus précises à partir de 1892. Une famille d’origine vendéenne, « les Guérinot », achète alors le « Moulin de Saint-Ange » et le gardera jusqu’au milieu du XXe siècle. Le mari étant décédé jeune, son épouse, née Roux, prit en charge l’affaire. Femme de tempérament, elle développa l’activité.
Avant la Seconde Guerre, la famille Guérinot possédait plusieurs moulins et bâtiments dans la vallée : le « moulin de Saint-Ange » qui était une laiterie où l’on fabriquait des fromages, des produits laitiers puis de la charcuterie, « Le Mesnil » où l’on élevait les cochons pour la charcuterie, le moulin de Mongneau où était moulue l’orge qui servait à les nourrir mais aussi à engraisser les rats qui y proliféraient, le moulin des Îles où vivaient des vaches dont le lait approvisionnait la laiterie de Saint-Ange.
La laiterie fonctionnait aussi avec le lait de la ferme de Champagne que la famille Guérinot avait en fermage ainsi qu’avec celui d’autres exploitations de la commune.
Avec le XXe siècle, on passe de la roue classique à la turbine et, en 1911, on retrouve trace de la réponse positive de l’administration à la demande formulée par Paul Guérinot pour installer une deuxième turbine.
Avant guerre, les affaires sont prospères. En 1945, des changements se font jour à la tête de l’entreprise et la production évolue. Outre la laiterie on fabrique des gâteaux, puis c’est le temps des moteurs, des avions… jusqu’au dépôt de bilan en 1955.
Les propriétés de « Mongneau », du «Mesnil » et des « Îles » sont vendues. La laiterie change de mains, mais la fabrication des fromages continue. Elle est ensuite revendue à la société Kraft, qui produit des fenêtres en aluminium. Diverses activités sont essayées mais sans réel succès.
Le propriétaire actuel, en arrivant vers 1990, trouve les restes d’équipements destinés à traiter les métaux et une turbine qui fonctionne. Les bâtiments étant en très mauvais état, il va les raser et réaliser un nouvel ensemble de qualité. On y fabrique maintenant du matériel d’agencement de magasins haut de gamme.
Si l’on continue à suivre la rivière, nous rencontrons ensuite le Moulin de Mongneau. Son existence est avérée dans un acte de 1678 qui concerne l’adjudication du Moulin, alors orthographié Monneau, « à la requête des religieux de Saint-Vincent-aux-Bois. »  Le 26 mars 1791, le moulin « de blé farine » est vendu pour la somme de 10 000 livres à la veuve Charles Delisle. Il apparaît nettement sur l’Atlas de la Blaise en 1824. En 1847, il appartient à M. Bonneville, et on le retrouve dans le patrimoine des Guérinot au XXe siècle.
Pour le moulin des Îles, d’aucuns pensent, à tort, qu’il n’a jamais été en activité. En l’an V du calendrier révolutionnaire (1797), le moulin à blé est acheté par 
Julien Maran père, receveur général de contributions à Chartres. Le moulin appartenait à « l’émigré » Fitz-Jamesle et Pierre Buet en était meunier.
En 1876, Jean-Victor Maugin en est le propriétaire et Jean-Baptiste Charpentier le fermier. Aujourd’hui, il reste seulement trace de l’axe de la roue sur le mur du bâtiment.

##### Le moulin de Torçay
Le moulin de Torçay a, lui, une riche histoire. Dès 1374, le chapitre, autorité religieuse et temporelle de l’époque, « consent et permet que le doyen de Chartres, Philipe de Talaru, réédifie et rétablit à ses frais le moulin  banal de Torcey ». Cette autorisation suivait la destruction du moulin « pendant les guerres ». La guerre de Cent Ans avait ravagé la région et il est plus que probable que de nombreux bâtiments avaient été détruits en particulier ceux qui avaient un rôle économique.
En 1640, les moulins de la Forge et de Torçay commencent à être associés. La forge a donc fonctionné avant cette époque. Les prés environnants recèlent encore aujourd’hui des résidus de traitement du métal. À cette date, Jacques Cloustiou est foulon au moulin de la forge. En 1671, un bail est établi concernant le « moulin à foulon » de Torçay. Cet acte nous précise donc la fonction de foulon des deux moulins en ce XVIIe siècle.
En 1781, par bail de neuf ans, le moulin de Torçay est confié à Nicolas Louis Canuel, meunier, et Marie Angélique Drouin, sa femme, ainsi que les bâtiments de la Forge et les dépendances. Le couple y est en fait installé depuis 1767.
Dix ans après, en mars 1791, ils en deviennent propriétaires : le moulin était devenu bien national et la vente s’est faite « à la bougie » : le bien devait être vendu avant que la bougie ne s’éteigne ! Cette méthode est encore d’actualité pour la cession de certains biens immobiliers.
Dans plusieurs documents de 1847, on trouve les noms des propriétaires de l’époque : c’est toujours la famille Canuel. Le fermier est M. Tessier. On se rappelle que la famille Canuel était associée aux Goupil dans l’achat des forges de Dampierre. On peut faire l’hypothèse qu’il s’agit de la même famille.
On ne sait pas jusqu’à quelle date les activités de foulon se sont poursuivies, mais on sait que les deux moulins étaient des manufactures : le chemin creux qui relie le moulin de Torçay au village s’appelle le « chemin des vieilles rues » et certains ont entendu parler d’une cité ouvrière, installée à cet endroit, qui a probablement disparu avant le XXe siècle.
Enfin, des textes du XIXe siècle nous indiquent que le moulin de Torçay a été menacé de fermeture car il semble que M. Canuel ne respectait pas les obligations liées aux hauteurs d’eau et largeur de retenue. Le texte du procès-verbal indique que « l’usine sera mise en chômage » si les travaux ne sont pas effectués immédiatement.
Au début du XXe siècle, le moulin est devenu une résidence secondaire. C’est alors la famille Lotti qui en est propriétaire. Le nom des Lotti est associé à celui l’hôtel Le Lotti, un établissement prestigieux à Paris, dans le quartier de la Place-Vendôme, non loin de l’Opéra Garnier. On dit que toutes les pommes servies à l’hôtel venaient alors de la vallée de la Blaise car ils y possédaient des vergers.
Le moulin de Torçay changera plusieurs fois de propriétaires au siècle dernier. Ses vannages, toujours entretenus, et qui ont été fabriqués à la fonderie de Saulnières, restent une superbe illustration de ce dispositif.

### Personnalités liées à la commune
- Jean-Pierre Mocky tourne en 2007 les premières scènes de Votez pour moi (film) à la ferme de la Bouqueterie[23].

### Héraldique
| Blason de Saint-Ange-et-Torçay | Blason  | D'or à la tour d'azur.                           |
| Blason de Saint-Ange-et-Torçay | Détails | Le statut officiel du blason reste à déterminer. |